# Rivière des Hamel
Pour les articles homonymes, voir Hamel.
La rivière des Hamel est un affluent de la rive ouest du Bras Saint-Victor lequel se déverse dans la rivière Chaudière ; cette dernière coule vers le nord pour se déverser sur la rive sud du fleuve Saint-Laurent. Elle coule dans les municipalités de Saint-Évariste-de-Forsyth, de Adstock (secteur Sainte-Méthode-de-Frontenac) et de Saint-Éphrem-de-Beauce, dans la région administrative de Chaudière-Appalaches, au Québec, au Canada.

## Géographie
Les principaux bassins versants voisins de la rivière des Hamel sont :
- côté nord : rivière Prévost-Gilbert, rivière Noire (rivière Prévost-Gilbert) ;
- côté est : Bras Saint-Victor, ruisseau de la Fabrique, rivière Pozer, rivière Chaudière ;
- côté sud : Bras Saint-Victor, ruisseau Bernard, ruisseau Vaseux ;
- côté ouest : ruisseau Tardif-Bizier, rivière Fortin-Dupuis, rivière Muskrat, Petite rivière Muskrat.

La rivière des Hamel prend sa source du côté nord de la route du lac aux Grelots, à 2,1 km au nord-est du lac aux Grelots, dans la municipalité de Saint-Évariste-de-Forsyth.
À partir de sa source, la rivière des Hamel coule sur 20,2 km répartis selon les segments suivants :
- 1,0 km vers le nord-est, jusqu'à la limite entre Saint-Évariste-de-Forsyth et Adstock (secteur "Sainte-Méthode-de-Frontenac") ;
- 1,3 km vers le nord-est, jusqu'à la route du 10e rang ;
- 1,6 km vers le nord-est, jusqu'à la limite de Saint-Éphrem-de-Beauce ;
- 1,4 km vers le nord, jusqu'à la limite de Adstock (secteur Sainte-Méthode-de-Frontenac ;
- 0,9 km vers le nord, jusqu'à la route 269 ;
- 1,4 km vers le nord, jusqu'à la limite municipale de Saint-Éphrem-de-Beauce ;
- 4,0 km vers le nord-est, en coupant la route du 10e rang à 1,5 km à l'ouest du centre du village de Saint-Éphrem-de-Beauce ;
- 2,7 km vers le nord-est, jusqu'à la route 271 qu'elle coupe à 1,4 km au nord-ouest du centre du village de Saint-Éphrem-de-Beauce ;
- 1,4 km vers le nord-est, jusqu'à la route 108 qu'elle coupe à 1,6 km au nord du centre du village de Saint-Éphrem-de-Beauce ;
- 3,5 km vers l'est, jusqu'à un pont de la route du 7e rang Sud ;
- 1,0 km vers le nord-est, jusqu'à sa confluence.

La rivière des Hamel" se déverse sur la rive ouest du Bras Saint-Victor dans la municipalité de Saint-Éphrem-de-Beauce. Cette dernière rivière se déverse dans la rivière Chaudière dans Beauceville. La confluence de la rivière des Hamel est située à 1,7 km au nord du hameau "Saint-Éphrem-Station" et à 3,7 km à l'est du centre du village de Saint-Éphrem-de-Beauce.

## Toponymie
Le toponyme Rivière des Hamel a été officialisé le 29 mai 1980 à la Commission de toponymie du Québec.